# Черемшанка (Новосибірська область)
Черемшанка (рос. Черемшанка) — присілок у Ординському районі Новосибірської області Російської Федерації.
Входить до складу муніципального утворення Кірзінська сільрада. Населення становить 135 осіб (2010).

## Історія
Згідно із законом від 2 червня 2004 року органом місцевого самоврядування є Кірзінська сільрада.

## Населення
| 2002 | 2007 | 2010 |
| ---- | ---- | ---- |
| 175  | ↘168 | ↘135 |